# August Brömse
August Brömse (2. září 1873 Františkovy Lázně – 7. listopadu 1925 Praha) byl německý výtvarník, žijící převážně v Čechách.

## Život
August Brömse pocházel z rodiny meklenburského malíře pokojů a dekoratéra, který přišel do Františkových Lázní z Rostocku a oženil se s chebskou rodačkou. Obecnou školu absolvoval ve Františkových lázních a pak se v letech 1888–1890 učil u svého otce. V letech 1892–1898 studoval malířství a grafiku na Pruské královské akademii výtvarných umění v Berlíně (prof. Skarbina, Woldemar Friedrich, ateliér historické malby prof. Ludwig Böckelmann). V roce 1902 představil v Berlíně svůj zásadní odklon od školního akademismu a historismu, když vydal cyklus 14 rytin Der Tod und das Mädchen (Smrt a dívka) ve stylu secesního symbolismu. Získal za něj zlatou medaili Akademie krásných umění v Paříži. Zakoupila jej do svých sbírek mj. Moderní galerie v Praze. V letech 1905-1906 bydlel opět ve Františkových Lázních a jezdil se vzdělávat do Chebu, do ateliéru sochaře Karla Wilferta v Nádražní ulici. Později v Chebu vyzdobil svou dekorativní malbou stěnu budovy Obchodní a živnostenské komory. V listopadu roku 1906 se přestěhoval do Prahy. V roce 1910 se oženil s Elsou Schünemannovou, s níž měl syna Julia (*1912).
Jeho výtvarná tvorba je ovlivněna symbolismem, expresionismem a secesí. Spolu s Emilem Orlikem, Richardem Teschnerem a Karlem Wilfertem mladším byl členem Metznerbundu - „Svazu německých umělců v Čechách“. Roku 1910 byl jmenován profesorem na Akademii výtvarných umění v Praze, kde vedl až do roku 1925 ateliér grafiky, v němž ho v době onemocnění zastupoval asistent František Thiele. K jeho žákům patřili například František Podešva, Lev Šimák, Emil Wänke, Mikuláš Galanda nebo Helena Bochořáková. Po vzniku Československa se v roce 1920 stal čestným předsedou německého uměleckého spolku „Die Pilger“ (Poutníci) v Praze.
Zemřel v roce 1925 na tuberkulózu.

## Galerie

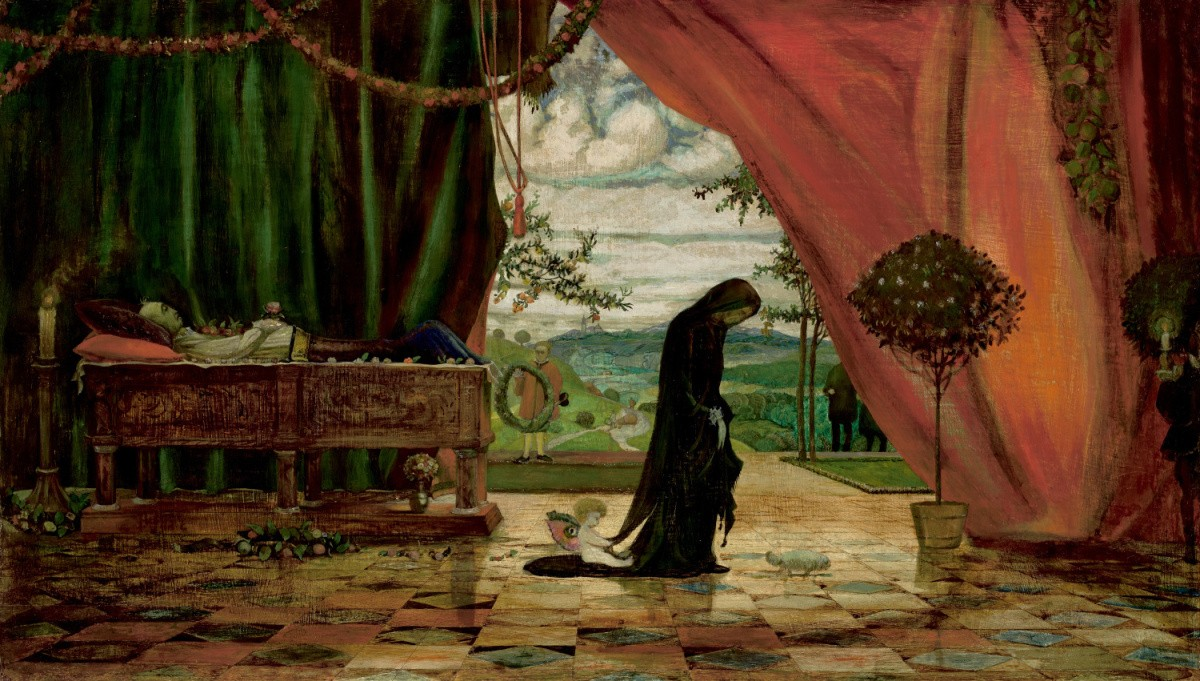
Vdova (1910)
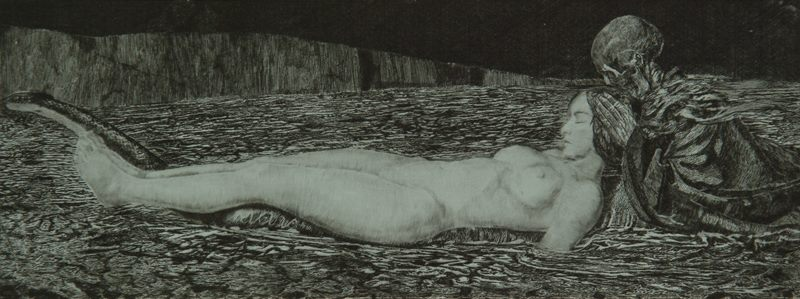
Mrtvá (z cyklu Dívka a smrt) (1902)
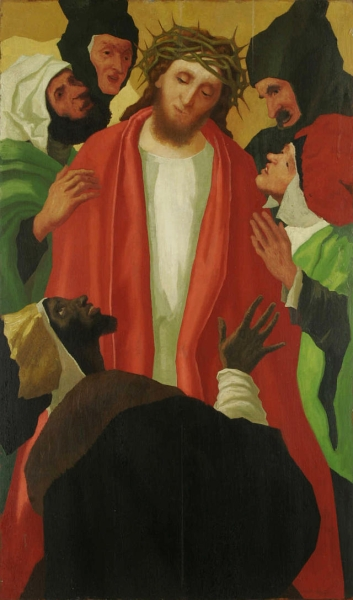
Kristus s trnovou korunou
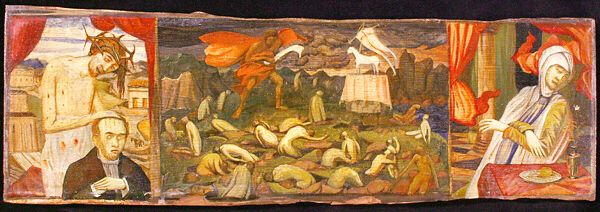
Symboly víry a utrpení (po 1910)
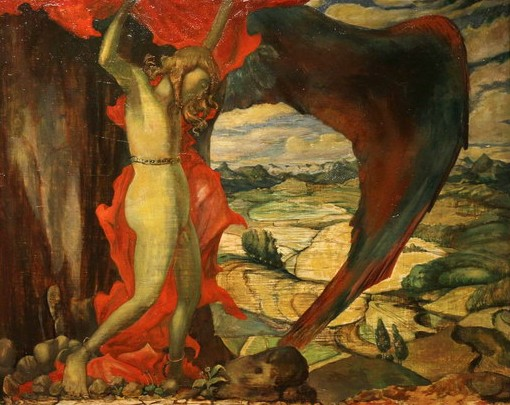
Prométheus (1910)
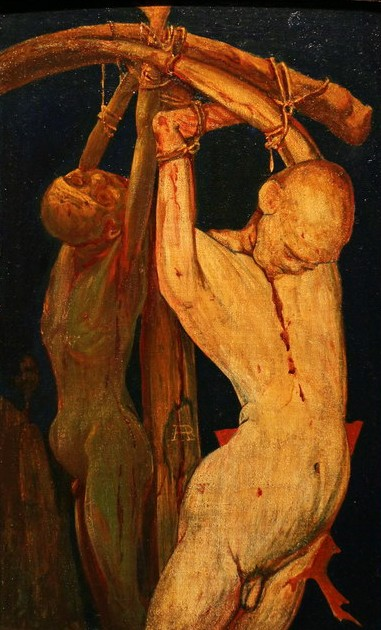
Dva lotři na kříži (1912)